# Eleocharis pusilla
Eleocharis pusilla är en halvgräsart som beskrevs av Robert Brown. Eleocharis pusilla ingår i släktet småsäv, och familjen halvgräs. Inga underarter finns listade i Catalogue of Life.